# Natthakarn Chinwong
 (juin 2019).
Natthakarn Chinwong, née le 15 mars 1992, est une joueuse thaïlandaise de football évoluant au poste de défenseur. Elle joue en club pour le BG-Bundit Asia et en équipe nationale.

## Carrière
Elle fait partie des 23 joueuses retenues pour disputer la coupe du monde 2019 en France.